# Bonde de Sologne
La bonde de Sologne est un fromage au lait cru de chèvre. 

## Origine
La bonde de Sologne est un fromage au lait cru cendré, originaire de la Sologne dans le Loir-et-Cher, son affinage dure de quatre à dix semaines. Il est fabriqué par la fromagerie Hardy

## Présentation
Il se présente sous la forme d'un cylindre de 5 à 6 cm de diamètre et pèse de 140 à 180 grammes. Sa croûte fine est le plus souvent cendrée. Sa consistance est onctueuse. Il peut se déguster avec un vin blanc sec de la région, ou un crozes-hermitage blanc, chinon blanc, ou bandol blanc.